# All the World’s a Stage
Az All the World's a Stage a kanadai Rush együttes első koncertlemeze, amely 1976-ban jelent meg a Mercury Records kiadásában. A dupla album anyagát 1976. június 11. és 13. között három este rögzítették a torontói Massey Hall koncertteremben a 2112 album turnéjának kanadai állomásain. A lemez címe (magyarul: Színház az egész világ) William Shakespeare angol drámaíró Ahogy tetszik c. művében hangzik el eredetileg.
A 2112 album sikerét követően a zenekar és a kiadó is egyetértett abban, hogy megérett az idő egy koncertlemezre. Az album a 40. helyig jutott a poplemezek Billboard-listáján. 1977 novemberében kapta meg az aranylemez minősítést, 1981 márciusában pedig platinalemez lett. Kanadában az All the World's a Stage volt az első dupla koncertalbum, amely aranylemez minősítést kapott.
Az 1990-es első CD-kiadásra a What You're Doing dal nem fért fel, mert az akkori CD-k csak 75 perc lejátszási idővel rendelkeztek. 1997-ben a Rush Remasters sorozatban megjelent digitálisan feljavított újrakiadás már ismét a teljes felvételt tartalmazta a lemezt záró What You're Doing dallal, és a koncert utáni öltözői zajjal, beszélgetéssel, egy ajtó becsukódásával együtt.

## Az album dalai
1. Bastille Day – 4:57
2. Anthem – 4:56
3. Fly by Night/In the Mood (egyveleg) – 5:03
4. Something for Nothing – 4:02
5. Lakeside Park – 5:04
6. 2112 – 15:45
7. By-Tor & the Snow Dog – 11:57
8. In the End – 7:13
9. Working Man/Finding My Way/Drum solo (egyveleg) – 14:56
10. What You're Doing – 5:39

## Közreműködők
- Geddy Lee – ének, basszusgitár
- Alex Lifeson – gitár
- Neil Peart – ütőhangszerek